# 波瓦坦 (酋長)
波瓦坦（Powhatan，约1547年—1618年），真名为瓦亨塞纳卡（Wahunsenacawh，也可以拼写为Wahunsenacah、Wahunsunacock、Wahunsonacock）是美国原住民波瓦坦人的酋长，在英国殖民时代统治着大西洋滨海平原北部地区。

## 生平
1607年殖民者抵达之前的波瓦坦生平已经无法考证。殖民者到达时，他统治着大约30个部落，约10,000-15,000人。1609年左右，约翰·史密斯曾为了交换食物而为波瓦坦建造了一座英式建筑。他死后，二弟Opitchapam成为大酋长，但不久就被最小的弟弟Opechancanough取代。

## 扩展阅读
- David A. Price, Love and Hate in Jamestown: John Smith, Pocahontas, and the Start of A New Nation, Alfred A. Knopf, 2003
- Huber, Margaret Williamson (January 12, 2011). "Powhatan (d. 1618)". Encyclopedia Virginia. Retrieved February 18, 2011.
- Townsend, Camilla. Pocahontas and the Powhatan Dilemma, New York: Hill and Wang, 2004. ISBN 0-8090-7738-8